# Манолис Георгиу
Манолис Георгиу (на гръцки: Μανώλης Γεωργίου) е гръцки революционер, участник в Гръцката война за независимост.

## Биография
Манолис Георгиу е роден в халкидическата македонска паланка Йерисос, тогава в Османската империя. При избухването на Гръцкото въстание взима участие в сраженията на Халкидическия полуостров под командването на Емануил Папас. След потушаването на въстанието в Македония в 1822 година, бяга в Южна Гърция и същата година се сражава при Скиатос под командването на Анастасиос Каратасос срещу Топул паша, където е ранен. Сражава се при Хорто, Пелион и при Ормилия срещу Ибрахим паша. Под командването на Йоанис Цацаронис участва в героичната битка при Псара и в обсадата на Тасос. По-късно служи при Димитриос Каратасос.
След освобождението на Гърция се установява на Скопелос.